# غرانت كوغزويل
غرانت كوغزويل (بالإنجليزية: Grant Cogswell)‏ هو كاتب سيناريو أمريكي، ولد في 24 أكتوبر 1967.

## وصلات خارجية
- غرانت كوغزويل على موقع IMDb (الإنجليزية)